# Zavod za platni promet Federacije Bosne i Hercegovine
Zavod za platni promet Federacije Bosne i Hercegovine (ZAP FBiH) bosanskohercegovačka je ustanova koja obavlja sav platni promet (engl.: payments system, njem.: Zahlungsverkehr) predstavlja sva plaćanja između pravnih i fizičke osobe učinjena sa svrhom podmirenja novčanih dugova, odnosno naplate novčanih tražbina . Manjim dijelom je gotovinski, a najvećim dijelom obavlja se knjižnim prijenosom novčanih svota od dužnika vjerovniku.

## Povijest
Nakon 1962. u Hrvatskoj (kao i u cijeloj bivšoj Jugoslaviji) su poduzeća obvezatno vodila svoja dinarska sredstva kod Službe društvenog knjigovodstva (SDK) koja ih je evidentirala kao depozite pojedinih banaka – depozitora s kojima su poduzeća prethodno sklopila ugovor. U skladu s tim, domaći platni promet za sve pravne osobe organizirala je i obavljala SDK, a godine 1993. ova institucija je transformirana[nedostaje izvor] u Zavod za platni promet (ZAP) s tim da su u obavljanje unutarnjog platnog prometa uključene i banke i štedne depozitne institucije.[nedostaje izvor]
Godine 2002. ZAP se preustrojava u Agenciju za Financijske, informatičke i posredničke usluge (AFIP), a koja od 2017. posluje pod imenom "Financijsko-informatička agencija" (FIA).